# Eugen Askenasy

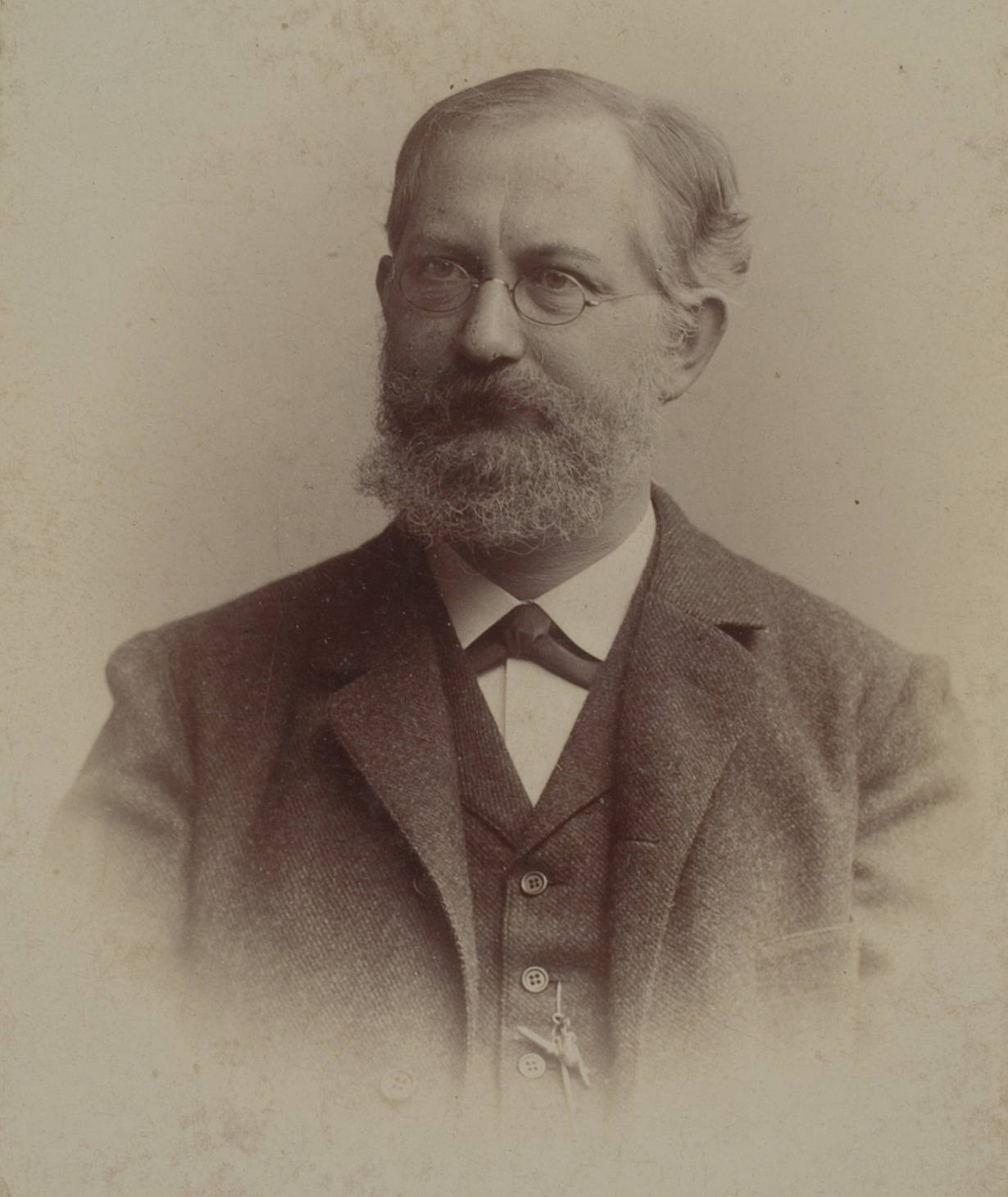
Eugen Askenasy

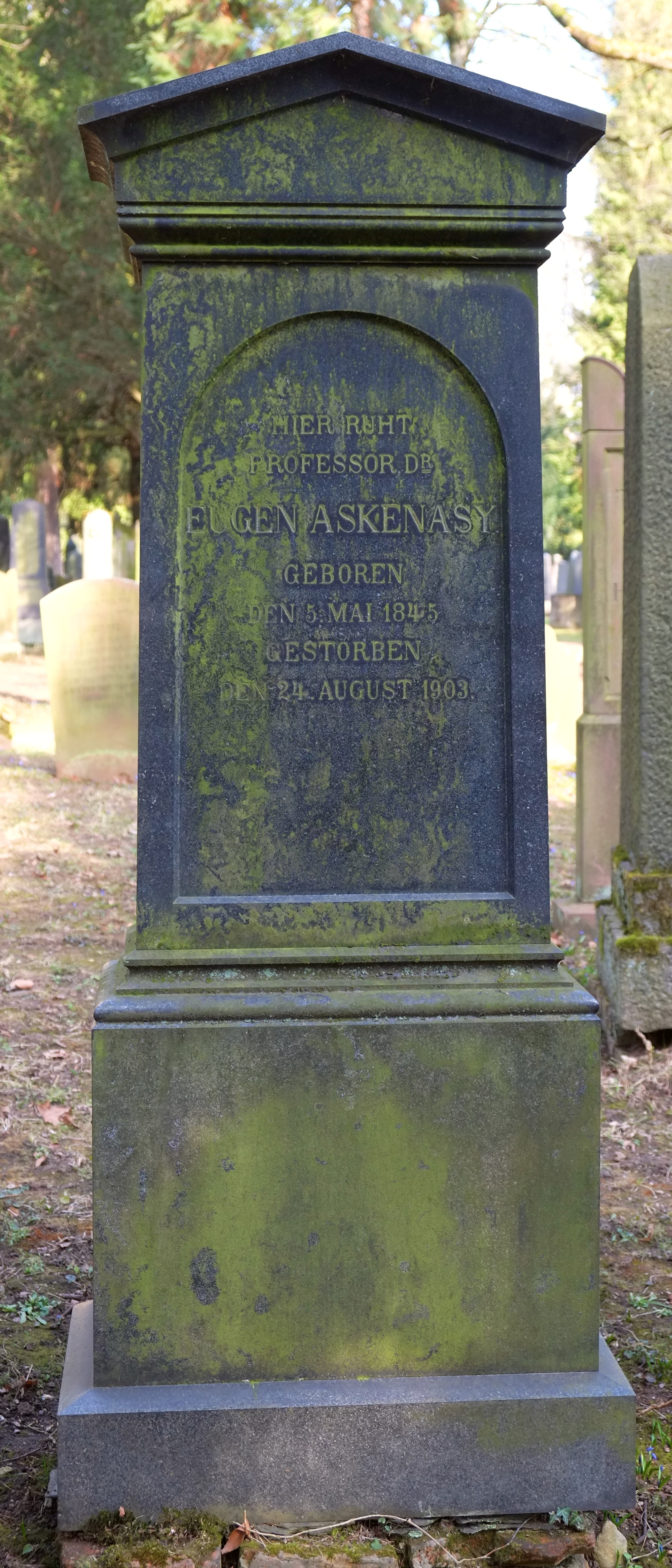
Grab von Askenasy in Frankfurt am Main

Eugen Askenasy (* 5. Mai 1845 in Odessa, Russland; † 24. August 1903 in Sölden, Österreich-Ungarn) war ein österreichischer Biologe. Sein botanisches Autorenkürzel lautet „Askenasy“.
Von 1855 bis 1859 besuchte er das Kreuzgymnasium in Dresden. 1862 unternahm er landwirtschaftliche Studien an der Akademie Hohenheim. 1864 war er Student der Botanik an der Universität Heidelberg bei Julius Sachs und Wilhelm Hofmeister. Nach seiner Promotion 1866 habilitierte er sich sechs Jahre später mit der Arbeit Botanisch-morphologische Studien. 1881 wurde er außerordentlicher Professor und 1897 Honorarprofessor in Heidelberg. Er erforschte unter anderem die Physiologie des Wachstums und die physikalischen Grundlagen des Wassertransports von Pflanzen sowie algenkundliche Aspekte. 1895 stellte er die Kohäsionstheorie für das Saftsteigen auf.
Eugen Askenasy wurde 1886 in die Kaiserlich Deutsche Akademie der Naturforscher in Halle (Leopoldina) aufgenommen und war außerdem Mitglied der Senckenbergischen Naturforschenden Gesellschaft, des Naturhistorischen Vereins in Heidelberg und der Deutschen Botanischen Gesellschaft. Seine Bibliothek ist dem botanischen Institut in Heidelberg, sein Herbarium dem Senckenbergianum in Frankfurt vermacht.

## Veröffentlichungen
- Beiträge zur Kenntniss des Chorophylls und einiger dasselbe begleitender Farbstoffe
- Beiträge zur Kritik der Darwin’schen Lehre, 1872
- Ueber eine neue Methode, um die Vertheilung der Wachsthumsintersität in wachsenden Theilen zu bestimmen, 1878
- Ueber einige Beziehungen zwischen Wachsthum und Temperatur, 1890
- Beiträge zur Erklärung des Saftsteigens, 1896